# Вайт-Сіті (Канзас)
Вайт-Сіті (англ. White City) — місто (англ. city) в США, в окрузі Морріс штату Канзас. Населення — 447 осіб (2020).

## Географія
Вайт-Сіті розташований за координатами 38°47′39″ пн. ш. 96°44′6″ зх. д. / 38.79417° пн. ш. 96.73500° зх. д. (38.794102, -96.734995).  За даними Бюро перепису населення США в 2010 році місто мало площу 3,25 км², з яких 3,24 км² — суходіл та 0,01 км² — водойми.

## Демографія
Згідно з переписом 2010 року, у місті мешкало 618 осіб у 238 домогосподарствах у складі 169 родин. Густота населення становила 190 осіб/км².  Було 279 помешкань (86/км²).
Расовий склад населення:
| - 95,3 % — білих - 1,1 % — корінних американців - 0,8 % — чорних або афроамериканців - 0,3 % — азіатів - 1,3 % — осіб інших рас |

До двох чи більше рас належало 1,1 %. Частка іспаномовних становила 2,1 % від усіх жителів.
За віковим діапазоном населення розподілялося таким чином: 26,4 % — особи молодші 18 років, 59,0 % — особи у віці 18—64 років, 14,6 % — особи у віці 65 років та старші. Медіана віку мешканця становила 39,2 року. На 100 осіб жіночої статі у місті припадало 103,3 чоловіків;  на 100 жінок у віці від 18 років та старших — 102,2 чоловіків також старших 18 років.
Середній дохід на одне домашнє господарство  становив 54 569 доларів США (медіана — 46 250), а середній дохід на одну сім'ю — 59 289 доларів (медіана — 54 063). Медіана доходів становила 37 917 доларів для чоловіків та 35 078 доларів для жінок. За межею бідності перебувало 21,8 % осіб, у тому числі 36,5 % дітей у віці до 18 років та 17,1 % осіб у віці 65 років та старших.
Цивільне працевлаштоване населення становило 215 осіб. Основні галузі зайнятості: виробництво — 22,3 %, освіта, охорона здоров'я та соціальна допомога — 20,0 %, публічна адміністрація — 14,4 %.